# Periclystus laceratus
Periclystus laceratus är en insektsart som beskrevs av Gerstaecker 1888. Periclystus laceratus ingår i släktet Periclystus och familjen myrlejonsländor. Inga underarter finns listade i Catalogue of Life.